# メーンズ・コルテベークの式
生体力学におけるメーンズ・コルテベークの式（英: Moens–Korteweg equation）とは、脈波伝播速度（pulse wave velocity, PWV）と動脈壁の増分弾性係数（incremental elastic modulus）との関係を表した式である。この関係式はアドリアン・メーンズとディーデリック・コルテベークによりそれぞれ独立に発表された。
この関係式は運動の第2法則といくつかの単純化のための仮定を用いて導かれ、下記のように表される。
{\displaystyle PWV={\sqrt {\dfrac {E_{\text{inc}}\cdot h}{2r\rho }}}}
メーンズ・コルテベークの式の述べるところは、血管壁の壁厚 h の血管の半径 r と血液の密度 ρ に対する比が一定である時、脈波伝播速度 PWV は増分弾性係数 Einc の平方根に比例するというものである。但し、動脈壁は等方的であり血圧による等積変化を受けるものと仮定する。